# Fouad Ammoun
Fouad Ammoun (Deir el-Qamar, 25 november 1899 - 11 februari 1977) was een Libanees minister, diplomaat en rechter. Van 1965 tot 1976 was hij rechter voor het Internationaal Gerechtshof. In de laatste zes jaar ambt was hij daarnaast vicepresident van het Hof.

## Levensloop
Ammoun werd geboren als zoon van maronitische christenen en studeerde rechtsgeleerdheid in de Libanese hoofdstad Beiroet, het Franse Lyon en de Liberiaanse hoofdstad Monrovia.
Hij begon zijn loopbaan als advocaat en wisselde op een gegeven moment naar het Ministerie van Buitenlandse Zaken. Van 1948 tot 1965 was hij werkzaam als diplomaat en vertegenwoordigde hij zijn land onder meer tijdens de Algemene Vergaderingen van de Verenigde Naties. Verder was hij een tijd secretaris-generaal van het ministerie en in de periode van 1 april tot 18 november 1964 zelf Minister van Buitenlandse Zaken.
Sinds 16 november 1965 was hij rechter voor het Internationaal Gerechtshof in Den Haag. Hij volgde daarmee de Egyptische rechter Abdul Badawi op die tijdens zijn ambtstijd overleed. Vanaf 1970 tot aan zijn aftreden als rechter was hij daarnaast vicepresident van het Hof.
Ammoun werd in 1960 onderscheiden met het Grootkruis van Verdienste in de Orde van Verdienste van de Bondsrepubliek Duitsland.
- Gemeinsame Normdatei: 1023747049
- International Standard Name Identifier: 0000 0003 7141 2179
- Virtual International Authority File: 251045923
- WorldCat: E39PBJrrw3HD9Vc8tMPvhrV3cP